# Canal de Llangollen
El Canal de Llangollen (gal·lès: Camlas Llangollen) és un canal navegable que travessa la frontera entre Anglaterra i Gal·les.
La via d'aigua enllaça Llangollen, a Denbighshire, Gal·les del nord, amb Hurleston al sud de Cheshire, passant per la ciutat d'Ellesmere, Shropshire. El 2009 un tram d'onze milles del canal va ser declarat Patrimoni de la Humanitat per la Unesco. És el tram que va des del pont de Gledrid prop de Rhoswiel fins a les cascades de Horseshoe Falls, incloent l'aqüeducte de Chirk i l'aqüeducte de Pontcysyllte.
La via d'aigua, d'on el canal actual agafa el seu nom, va ser construïda quan les obres per completar el Canal d'Ellesmere van ser aturades a principis del segle xix. El Canal d'Ellesmere havia de ser una via comercial per enllaçar el port de Liverpool amb la regió de West Midlands. Tanmateix, a causa d'una sèrie de problemes, com l'augment dels costos i la forta competència, el pla no va ser mai completat. Com que la via d'aigua mai va arribar al què havia de ser el seu naixement principal, al Moss Valley, Wrexham, es va construir un canal d'alimentació al llarg de la vall de Llangollen fins al riu Dee; l'obra va crear les Horseshoe Falls a Llantysilio.
La línia de Llangollen -amb aigua del riu Dee- va esdevenir la font principal d'aigua per la secció central de l'inacabat Canal d'Ellesmere. Per tant, no va ser construïda com a via ampla per a navegació sinó com a branca d'alimentació navegable. L'any 1846 el Canal d'Ellesmere passà a formar part de la xarxa del Shropshire Union Canal.
Als anys 80 del segle XX, la British Waterways decidí rebatejar les seccions centrals supervivents del Canal d'Ellesmere amb el nom de Canal de Llangollen. Aquest canvi d'imatge de les vies d'aigua industrials de la Gran Bretanya com a destinacions de lleure n'ha fet augmentar el seu ús i n'ha promogut la restauració.